# Rolf Blomquist (konstnär)
Rolf Blomquist, född 1934 i Örebro, död 2010, var en svensk tecknare, grafiker, målare, formgivare och bildpedagog. 
Blomquist har ställt ur separat ett flertal gånger, bland annat på Galleri Herder i Stockholm och Galleri Svaneke i Danmark samt medverkat i ett 50-tal samlingsutställningar bland annat på Örebro läns museum, Konstfrämjandet och Västerås konstmuseum. Tillsammans med sin hustru Marja-Lena startade han Galleri Blå i Gärsnäs, efter Blomquists bortgång tog grafikern och sonen Carl-Johan Blomquist över verksamheten. Blomquist är representerad vid Västerås konstmuseum, Eskilstuna konstmuseum, Örebro läns museum, Västmanlands läns landsting, Västerås kommun, Örebro läns landsting och Statens konstråd.